# Образ врага

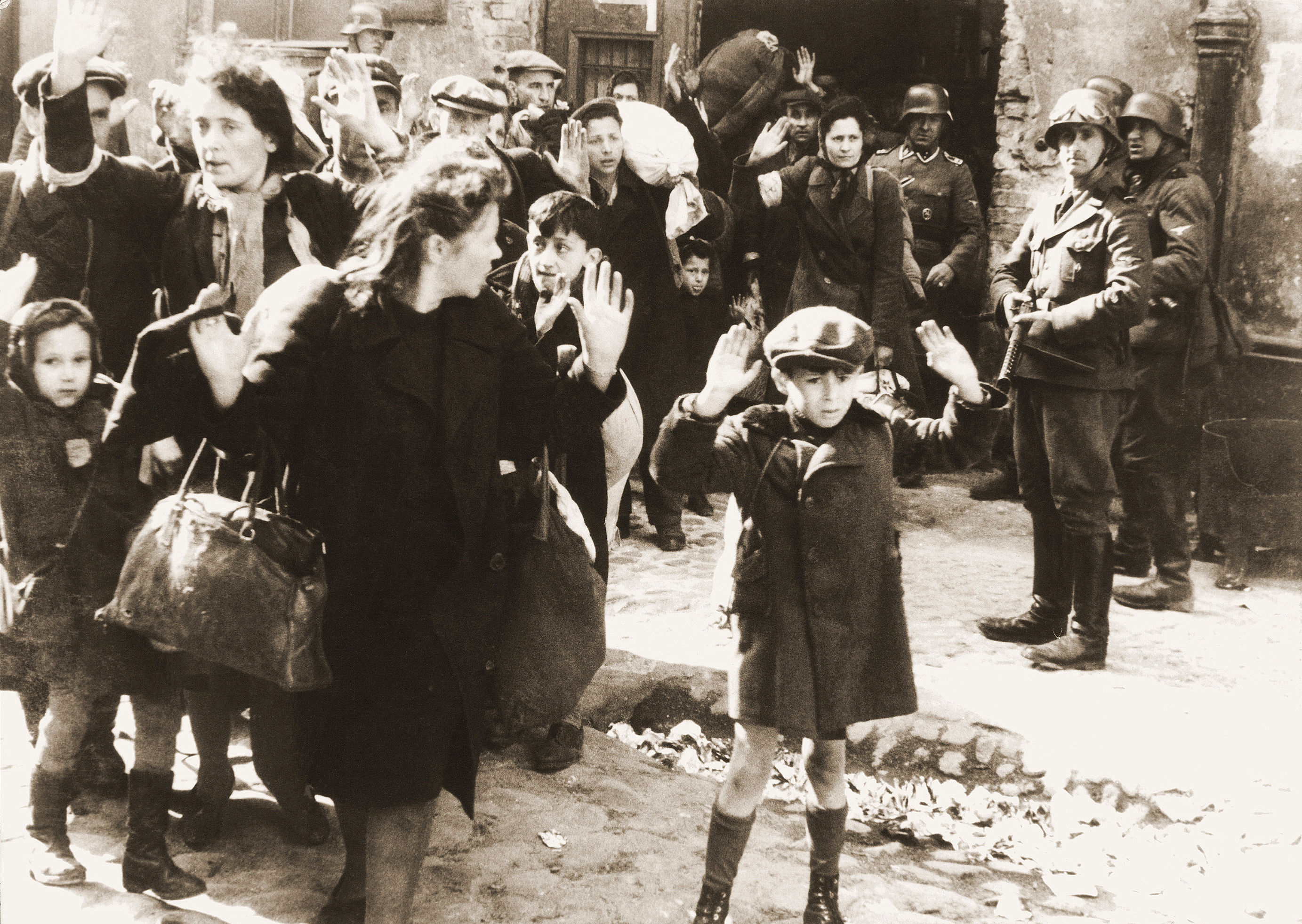
Узники Варшавского гетто, именовавшиеся в рапорте Штропа «бандитами» за отказ подчиняться приказам

Образ врага — устойчивая конструкция, сформировавшаяся в конкретном сообществе и отражающая негативный аспект идентичности через персонификацию заявленного «врага»; обычно представляет собой коллективное воображаемое. Этот образ, как правило, не имеет отношения к реальным характеристикам группы, которую сообщество считает враждебной. Так, антисемитские образы не связаны с реальными евреями. «Врагу» противопоставлена воспринимаемая позитивно «своя» группа: «врагу» приписывается агрессия, жестокость и аморальность, стремление уничтожить или подчинить «нашу» группу и др., «своим» — миролюбивость, доброта, высокие ценности и др. Образы врага получают оформление и распространение в публичном пространстве, в том числе в ходе политических выступлений, религиозных проповедей, в публикациях СМИ, произведениях литературы и визуального искусства. В рамках идеологической работы с общественностью апелляция к патриотическим чувствам и создание образа врага имеет большее значение, чем следование реальным фактам.
Термин может использоваться и в отношении реальных представлений о противнике, в частности сформированных на основе изучения противника и анализа разведывательных данных.

## Функции
Образа врага служит сплочению и активизации сообщества, власть над которым могут брать политические группы или харизматический лидер, утверждающие, что их целью является защита от «врага» и победа над ним. Рене Жирар в книге «Насилие и священное» (1972) и других работах писал, что коллективное насилие в отношении произвольно выбранного «козлом отпущения» и произведённые от него институты, включающие жертвоприношение, право и др., представляет собой единственный механизм солидаризации. Карл Шмитт в статье «Понятие политического» (1932) предложил тезис, что определение врага составляет основу политической жизни, формирующей общность.
Негативное определение категории «мы» весьма востребовано в ходе зарождения сообщества, его кризиса и в период антагонизма различных групп. Образы врага играют важную роль на стадии формирования нового религиозного сообщества, революционного или социально-реформаторского движения, а также в идеологии и практике авторитарных и тоталитарных систем, построенных на базе негативной идентичности. Когда сообщество встраивается в рамки существующего социально-политический порядка или изменяет его под себя либо после конца критической стадии образ врага рутинизируется. Позднее коллективная память может или сохранить их, или утерять. Могут формироваться образ внешнего или внутреннего врага. В первом случае предполагается существование условного единства сообщества, во втором наблюдается его раскол и легитимирование репрессий и чисток. В языке метафор «внешний враг», как правило, соотносится с тропами войны, схватки, героической борьбы, «внутренний враг» — очищения, принесения жертвы, уничтожения паразитов. «Враг» представлен как творящий насилие в отношении своего сообщества, выступающего в роли невинной жертвы, вынужденной защищаться, что порождает нарратив жестокости «врагов», например, кровавый навет. Виктимный дискурс может легитимировать реальное насилие, осуществляемого самим сообществом.

## Средства создания
Образ врага формируется и поддерживается языком вражды, системой средств выражения и дискурсов, включающей пейоративные обозначения, маркирующие заявляемую «неполноценность», «зловредность» и «враждебность». Язык вражды действует в качестве совокупности устойчивых тропов, включающих призывы к насилию и дискриминации, обвинения в криминальном характере и терроризме, утверждения о негативном влиянии на общество и государство, стремлении к захвату власть и др.
Механизмы, которые обеспечивают формирование и функционирование образов врага, а также ведут к провокации и легитимировании насилия в отношении «врагов» включают следующие: деиндивидуализация — «враг» как аморфная масса, не имеющая определённых границ или как абстрактный принцип; выделяются наиболее «типичные представители»; это создаёт дискурсивное различие, например, антисемитского образа еврея и «еврея-соседа»; генерализация — частные смыслы абстрагируются и переносятся от «образцов» на широкую группу: образ предателя Христа Иуды трансформировался в «иуд»; проекция — «опознание» определённых индивидов или групп как воплощения известного, абстрактного и метафизического «врага»; особенно явно механизм проявляется в религии; дегуманизация и демонизация врага — «враг» исключается из категории людей, ему приписываются демонические черты либо он напрямую увязывается с «тёмными силами» в религиозных дискурсах, такими как дьявол в христианстве, Амалек в иудаизме, Ангра-Майнью и «храфстра» в зороастризме; примером также служит представление о США как о «великом сатане» в иранской идеологии после 1979 года. В ходе национальной розни образы врага часто появляются в рамках генерализации популярных личных имён («фриц», «ганс», «иван» и др.). Для различения абстрактных «врагов» и реальных групп могут создаваться специальные термины («жидорептилоиды») или резервироваться особые понятия. В результате образы способны пересекаться или смешиваться до неразличимости («жиды и крестоносцы» в речи Усамы бен Ладена). В рамках дегуманизации в отношении «врага» нередко применяются понятия, вызывающие ассоциации с чем-то, не только нечеловеческим, но и губительным — биологические метафоры разложения или медицинские термины заразной болезни («тлетворное влияние Запада»). Используются стратегии, характерные для пенитенциарных учреждений, что описывал социальный психолог Филип Зимбардо, автор Стэнфордского тюремного эксперимента, а также социологи, представители символического интеракционизма, например, Ирвинг Гофман.

## Типология
В время вооружённого конфликта формируется образ противника, в ходе революции — образ социально-политического оппонента, в дискурсе религиозной общины врагом выступает сверхъестественная «тёмная сила», связываемая с «служащими злу» людьми.
В зависимости от среды возникновения и хождения, внутренних особенностей и языка описания образы врага могут принадлежать к определённому типу: политический («пятая колонна» и др.), этнический («нерусь»), религиозный (иудеи-«христоубийцы», «нехристь», «неверный») и др. Ряд образов принадлежат одновременно к более чем одной категории, отражая сложную идентичность носителей данного образа. Так, образ «врага»-еврея у религиозных националистов является и этническим, и религиозным, образ «мусульманского террориста» — как религиозным, так и политическим.
«Враги» выстраиваются в иерархию, во главе с наиболее абстрактными и метафизическими (сатана, «враги Свободы», организаторы «мирового еврейского заговора»). Затем следуют всё более реальные противники, воспринимаемые как прислужники или, что встречается реже, как невольные пособники «организаторов».

## История
Построение образа врага в значительной мере зависит от ситуации, в которой формируется враждебность и на чём она основана. Так, с течением времени представления друг о друге французов и англичан трансформировались в анекдоты, их прежние противостояния стали восприниматься с иронией. В XVII—XVIII веках европейские колонизаторы проецировали образ библейских амалекитян, врагов древнего Израиля, на африканцев, что легитимировало насилие в отношении последних.
Легитимированое образом врага реальное насилие осуществлялось в форме политических репрессий, этнической чистки, государственного террора. Насилие осуществлялось в эпоху якобинской диктатуры во Франции, в отношении различных категорий в нацистской Германии, в СССР, в ходе «культурной революции» в Китае, рамках режима «красных кхмеров» в Камбодже и др. Бытование образа врага в течение длительного времени может предшествовать актам геноцида: геноцид Германией племён гереро и нама в 1904—1908 годах, геноцид армян, Холокост, геноцид сербов в Югославии в 1939—1945 годах, резня боснийских мусульман в Сребренице 1995 года.
Арийский миф начиная с XIX века включает образ врага, как правило, обозначаемого термином «семиты», согласно данным представлениям, сознательно негативно влияющего на мир, в течение веков противостоящего «арийцам», стремящегося установить над ними господство или вовсе их уничтожить. Образ врага в идеологии нацизма включал представления о евреях как расовом противнике и Веймарской демократии как политическом противнике. Образ врага формирует также современный арийский миф, что может использоваться для социальной мобилизации, опирающейся на ксенофобские установки и стереотипы. В этом контексте в Европе образ врага долгое время связывался с «семитами», в других культурах «враг» может получать иное лицо. Так, армянские и таджикские националисты видят злую силу, выступающую против «арийцев» в тюрках, индусские фундаменталисты — в мусульманах и в христианах («империалистах»). Объявляя себя «арийцами», русские неонацисты стремятся к борьбе за «спасение белой расы», что выливается в нападения на «мигрантов» и на «нерусских» в целом. Образ врага славянского неоязычества включает представления об «иноземцах» (евреях), «чуждых религиях» (иудаизме и христианстве) и «официальной науке».
В отношении создания реальных представлений о противнике, Советским Союзом проводился анализ Соединённых Штатов и наоборот, осуществлялся анализ Восточной Германии Западной Германией и наоборот, британская разведка формировала свой образ врага в первые годы беспорядков в Северной Ирландии, израильская разведка анализирует палестинские группировки, пакистанская разведка формирует представления об Индии, разведка США об исламистских террористах.
В рамках механизма генерализации в эпоху Исламской революции в Иране 1979 года аятолла Рухолла Хомейни использовал в отношении шахского режима образ Язида, убившего праведного имама Хусейна ибн Али.
В русском языке концепт «враг» и представленные им лексемы являются активной частью фразеологического и паремиологического фонда. «Враг» («ворог»), составляющее основную часть этого фонда, сохраняет древние семантические импульсы прасл. *vorgъ, что оказывается актуализированным в русских паремиях, в особенности в народных пословицах и поговорках. Семантические характеристики лексикона в значительной мере определяют коннотативный и аксиологический потенциал, которым обладают пословицы и поговорки. Образность, которая воспроизводит как древнюю, так и современную семантику и коннотативность, позволяет провести реконструкцию яркого «образа врага».
В России образ немца включает как представления как об идеально ответственном и точном во всём работнике, так и о «фашисте», что отражено в кино и в современном фольклоре. В советское время усиленно создавался образ «шпионов Запада». В негативно-антропологическом дегуманизирующем контексте описываются сектант и секта как светскими СМИ, так и рядом церковных авторов-антикультистов. Образ врага может быть основой для антинорманизма.